# 福原園美
福原 園美（ふくはら そのみ、1975年10月7日 - ）は、日本の元AV女優。

## 略歴
1995年 、AVデビュー。巨乳をセールスポイントとしていた。出演作（再録を除く）はシー・ツー・コーポレーションから発売された3作のみ。
なお年齢は、デビュー作ではタイトルとは裏腹に19歳と発言しており、2作目でも同じ年齢であったが、なぜか引退作では18歳と語っていた。
スリーサイズは、デビュー作と引退作ではヒップのみ85から87に変っている。

## 作品

### アダルトビデオ
いずれも発売年は1995年、メーカーはシー・ツー・コーポレーション。
- デビューそのみ18歳
- 飛び出すボイン
- ぷるるんプリンセス お姫様の谷間